# Katarina Barruk
Elina Maria Katarina Barruk (Storuman, 5 de desembre de 1994), més coneguda com a Katarina Barruk, és una cantautora, cantant de joik i docent sami sueca que escriu les lletres de les seves cançons en sami d'Ume.

## Biografia
Katarina Barruk és filla del expert en llengua sami d'Ume Henrik Barruk, i és una de les menys de 20 persones que parlen aquesta llengua. Va començar a cantar des de petita i va escriure la seva primera cançó després de la seva confirmació quan tenia 13 anys. Va ser proclamada Jove Artista de l'Any 2012 al festival Riddu Riđđu. El 2015 va participar en l'àlbum col·lectiu Russuoh vuölieb i va publicar el seu primer àlbum Báruos en col·laboració amb el músic Frode Fjellheim, en què combina el joik amb música pop. El 2018 va estrenar el projecte Avant Joik amb la compositora Maja Ratkje al Sónar Festival de Barcelona. El 2020 va rebre el premi Skaps en la categoria portador de cultura.
Katarina Barruk és activa en la recuperació de la llengua sami d'Umeå i dirigeix "språkbads" on gent de totes les edats es troben per parlar aquesta llengua. També ha treballat com a professora de sami a Umeå i Storuman.

## Discografia

### Solo
- 2015 Báruos
- 2022 Ruhttuo

### Col·laboracions
- 2015 Russuoh vuölieb, àlbum col·lectiu
- 2017 Golbma Jiena (Tres veus), single amb Marja Mortensson i Elina Mikalsen
- 2021 Live In Bergen, amb Avant Joik